# Orbotech

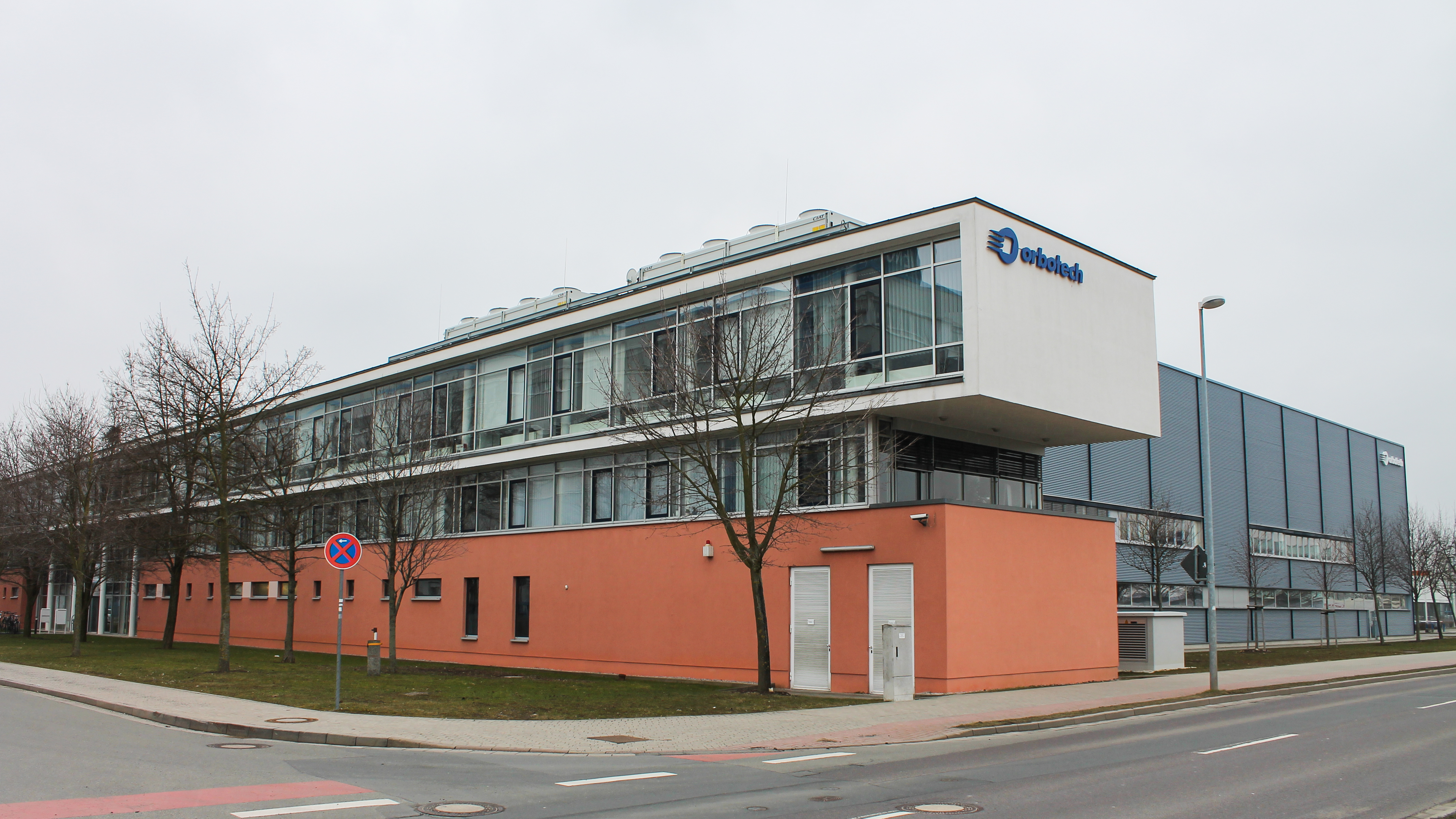
Standort von Orbotech im Gewerbegebiet Göschwitz.

Orbotech (hebräisch אוֹרְבּוֹטֶק בָּעָ״מ Ōrbōṭeq BʿA"M) ist ein israelisches Elektronikunternehmen, das seit 2019 eine Tochtergesellschaft der KLA Corporation ist. Es befasst sich vor allem mit automatischen optischen Inspektionssystemen, die bei der Produktion von Leiterplatten, der Leiterplattenbestückung, der Aufbau- und Verbindungstechnik und der Flachbildschirm-Herstellung eingesetzt werden, daneben auch mit automatischen Karten- und Dokumentlesegeräten für die US-Finanzbranche und mit CZT(CdZnTe)-Sensoren (Halbleiterdetektoren aus Cadmiumzinktellurid) für den Einsatz in nuklearmedizinischen Bildgebungsverfahren. Orbotech übernimmt hierbei Entwurf, Entwicklung, Herstellung, Vermarktung und Kundendienst.

## Geschichte
Das Unternehmen wurde 1981 gegründet, seit der Fusion mit Orbot Systems Ltd. trägt es den Namen Orbotech. 1996 wurde gemeinsam mit der deutschen Jenoptik das Joint Venture Laser Imaging Systems GmbH & Co. KG gegründet. 1997 wurde die deutsche Ing. W. Schuh GmbH & Co. KG übernommen.
Orbotech ist seit 1984 an der NASDAQ-Börse notiert. Das Unternehmen beschäftigt heute (2008) rund 1800 Angestellte, darunter mehr als ein Drittel Ingenieure und Wissenschaftler. Der Hauptsitz mit dem Forschungs- und Entwicklungszentrum und der Hauptfertigung sind in Javne angesiedelt, daneben unterhält Orbotech rund 30 Niederlassungen weltweit.
Tochterunternehmen sind Orbograph Ltd. und Orbotech Medical Solutions Ltd. Seit 1998 besteht ein Joint Venture mit Valor Computerized Systems Ltd., die Frontline P.C.B. Solutions Ltd. Frontline ist (nach installierten Systemen) Weltmarktführer für computer-aided manufacturing- und Engineering-Softwarelösungen für die Produktionsüberwachung noch unbestückter Halbleiterplatten.
Im März 2018 gab das Halbleiterunternehmen KLA-Tencor bekannt, dass es Orbotech zum Preis von 69,02 USD je Aktie kaufen werde, was einem Aufschlag von 10 % gegenüber dem Aktienkurs entspricht. Im Februar 2019 schloss KLA die Akquisition von Orbotech ab.